# John Barraclough Fell
John Barraclough Fell (1815 – 18 ottobre 1902) è stato un ingegnere britannico, inventore del sistema di trazione "Fell" che da lui prese nome.

## Biografia
Fell nacque nel 1815 e passò la prima parte della sua vita a Londra. Verso il 1835 si trasferì con tutta la famiglia nel Lake District. In tale zona lavorò alla realizzazione della prima delle sue opere, la ferrovia Furness and Whitehaven Railway.

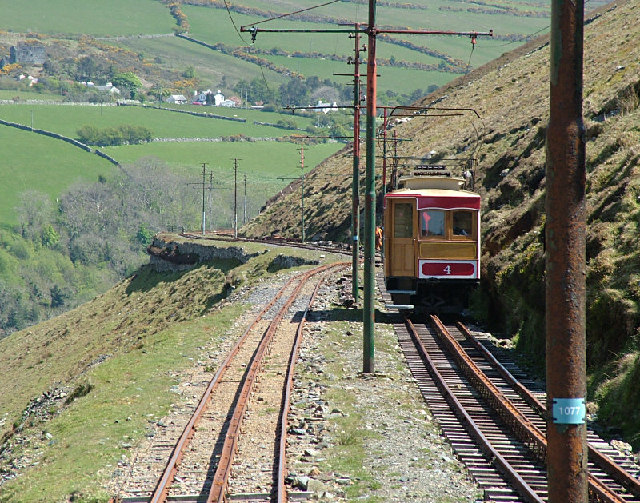
Sistema Fell sulla Snaefell Mountain Railway

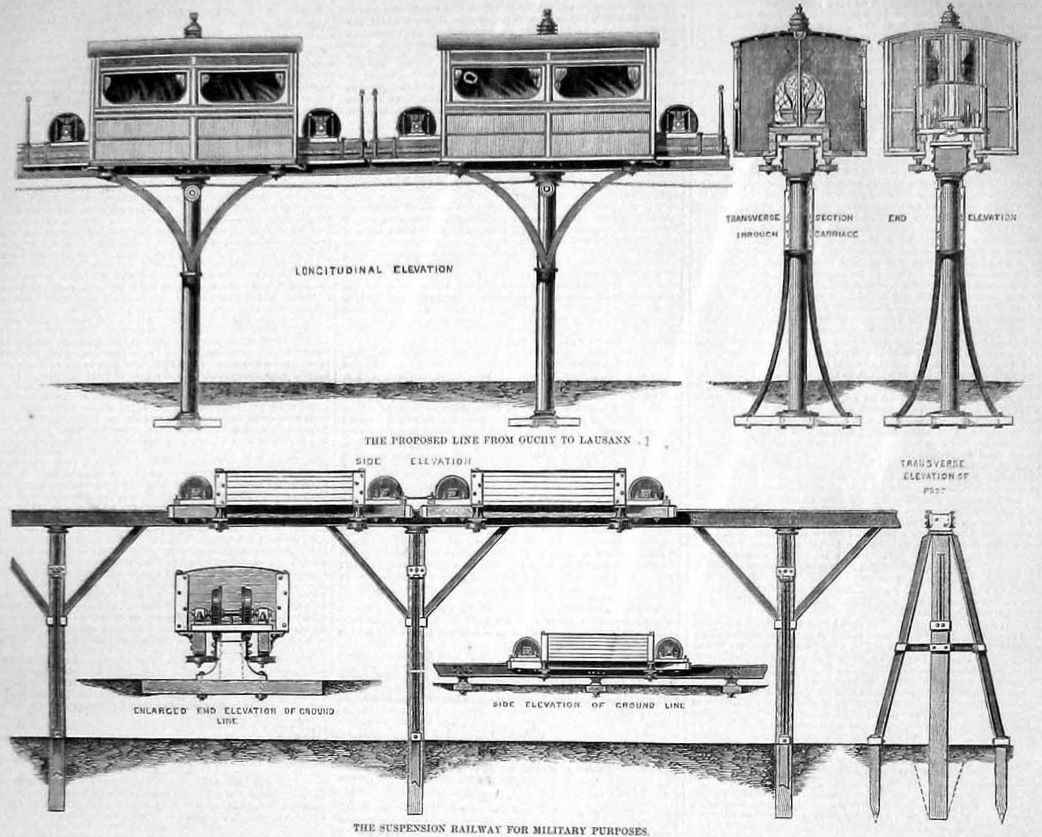
Aldershot Narrow Gauge Suspension Railway: disegno descrittivo

Continuò la sua attività professionale nelle ferrovie mentre viveva in Italia negli anni cinquanta del XIX secolo. Fell contribuì alla costruzione di varie ferrovie italiane degli albori tra cui la Centrale, la Maremmana e la Genova-Voltri. Attraversò varie volte il valico del Moncenisio, tra Italia e Francia, traendone motivo per la progettazione del suo sistema di trazione a rotaia centrale.
Il suo sistema affrontò e risolse il problema della trazione dei treni su forti pendenze quando ancora era difficile prevedere lo scavo di lunghe gallerie di valico: una terza rotaia veniva interposta alle due del binario e ad essa venivano serrate due ruote di trazione orizzontali. La stessa rotaia veniva usata per la frenatura. Il sistema richiedeva apposite locomotive.
Tornato in Inghilterra ottenne un brevetto nel 1863 . Tra 1864 e 1865 esperimentò il suo sistema sul piano inclinato "Whaley Bridge" della Cromford and High Peak Railway, nel Derbyshire.
I test suscitarono l'interesse dei governi inglese e francese e condussero alla realizzazione della temporanea ferrovia del Moncenisio (1866-67). Tale linea dal 1868 al 1871 servì particolarmente al trasporto postale tra Inghilterra e India fino all'apertura della galleria di 13,6 km.
Il sistema Fell venne utilizzato anche in altre ferrovie tra le quali la Estrada de Ferro Cantagalo di Cantagalo, in Brasile e in Nuova Zelanda nei piani inclinati di Rimutaka, Roa e Rewanui. Molti di tali sistemi mantennero il sistema a rotaia centrale per la frenatura dei convogli anche dopo la trasformazione delle locomotive: la Snaefell Mountain Railway sull'Isola di Man usa ancora il sistema Fell per il freno.
Fell si occupò anche di altri sistemi, di tipo tranviario, quali quello della Yarlside Iron Mines tramway oltre che di ferrovie militari del British War Office e della Aldershot Narrow Gauge Suspension Railway, una "rivoluzionaria" ferrovia sospesa. Realizzò anche l'unico sistema ferroviario mai costruito in Malta.
Suo figlio George Noble Fell, collaborò con lui apprendendone la tecnica.
Morì il 18 ottobre 1902.